# ربا: پیشینه تاریخی ربا، ربا در قرآن و سنت، انواع ربا و فرار از ربا
رب‍ا: پ‍ی‍ش‍ی‍ن‍ه ت‍اری‍خ‍ی رب‍ا، رب‍ا در ق‍رآن و س‍ن‍ت، ان‍واع رب‍ا و ف‍رار از رب‍ا کتابی دربارهٔ جنبه‌های فقهی ربا در اسلام است که توسط بخش فرهنگی جامعه مدرسین حوزه علمیه قم تدوین شده است.
این کتاب در سال ۱۳۸۱ از سوی بوستان کتاب قم منتشر و برگزیدهٔ بیست‌ویکمین دوره کتاب سال ایران شد.